# شرورا
شرورا (الروسية والطاجيكية: Шарора)، (بالفارسية: شراره)) هي بلدة وجماوات في طاجيكستان. وهي جزء من مدينة حصار في مناطق التبعية الجمهورية. يبلغ عدد سكان البلدة 14300 نسمة (تقديرات شهر كانون ثاني 2020).